# Charles-Eugène Ujfalvy de Mezőkövesd
Károly Jenő Ujfalvy (en hongrois « mezőkövesdi Ujfalvy Károly Jenő »), né à Vienne le 18 mai 1842 et mort le 31 janvier 1904 à Florence, était un ethnologue, explorateur et linguiste austro-hongrois.

## Biographie
Il commença une carrière militaire en Autriche, avant de venir s'installer en France où il est nommé en 1871 professeur d'allemand au Lycée Henri-IV. Il étudie l'ethnologie avec Paul Broca contribua à faire connaître la littérature, l'histoire et la poésie hongroise, par des traductions et des essais. 
Son intérêt pour les migrations anciennes des Magyars l'amena à étudier particulièrement ce domaine de l'histoire dont il devint un spécialiste, ce qui lui valut d'être chargé par le Ministère français de l'instruction publique d'une mission scientifique en Russie (en Sibérie et dans le Turkestan en 1876), puis d'expéditions à visée ethnographique en Asie centrale et dans l'Himalaya. Il fut vice-président de la Société philologique, membre de la Société asiatique, de la Société française de numismatique et d'archéologie, et de la Société de géographie. Il fut professeur de géographie et d'histoire de l'Asie centrale à l'école des Langues orientales vivantes, à partir de 1878, et professeur agrégé au lycée Henri-IV. La proximité des langues hongroises et finlandaises l'amena à traduire des extraits du Kalevala. Son épouse française, Marie Ujfalvy-Bourdon, l'accompagna dans ses expéditions.
Son nom connaît de nombreuses orthographes : Károly Jenő Ujfalvy, Ujfalvÿ de Mezö-Kövesd, Ujfalvy-Bourdon, Ujfalvy de Mezo-Kovesd...

## Œuvres

### Auteur
- Alfred de Musset, eine Studie von Karl Eugen von Ujfalvy, 1870
- Poésies magyares de Pétoefi Sandor. Traduction par H. Desbordes-Valmore et Ch. E. Ujfalvÿ de Mezö-Kövesd, 1871
- La Langue magyare, son origine, ses rapports avec les langues finnoises ou tchoudes, ses particularités, 1871
- La Hongrie, son histoire, sa langue et sa littérature, 1872
- Les Migrations des peuples et particulièrement celle des Touraniens, 1873
- Poésies magyares, choix et traduction par H. Desbordes-Valmore et Ch. E. de Ujfalvy de Mezö-Kövesd, 1873
- Recherches sur le tableau ethnographique de la Bible et sur les migrations des peuples, 1873
- Aperçu général sur les migrations des peuples et influence capitale exercée sur ces migrations par la race de la Haute-Asie, 1874
- Cours complémentaire de géographie et d'histoire de l'Asie centrale et orientale à l'École spéciale des langues orientales vivantes, leçon d'ouverture, 1874
- Mélanges altaïques, 1874
- Le Pays de Thulé, 1874
- L'Ethnographie de l'Asie, 1875
- Étude comparée des langues ougro-finnoise, 1875
- Grammaire finnoise d'après les principes d'Eurén : suivie d'un recueil de morceaux choisis, 1876
- Éléments de grammaire magyare, 1876
- Principes de phonétique dans la langue finnoise ; suivi d'un essai de traduction d'un fragment du Kalévala, 1876
- Les Chasses en Asie centrale, 1878
- Voyage au Zarafchane, au Ferghanah et à Kouldja, 1878
- Les Bachkirs, les Vêpses et les antiquités finno-ougriennes et altaïques, précédés des résultats anthropologiques d'un voyage en Asie centrale, 1880
- Expédition scientifique française en Russe, en Sibérie et dans le Turkestan, 6 vols., 1878-1880
- L'Art des cuivres anciens au Cachemire et au Petit-Thibet, 1883
- Les Kalmouques, 1883
- Aus dem westlichen Himalaja, 1884
- Le Berceau des Aryas d'après des ouvrages récents, 1884
- Quelques observations sur les Tadjiks des montagnes appelés aussi Galtchas, 1887
- Les Aryens au nord et au sud de l'Hindou-Kouch, 1896
- Mémoire sur les Huns blancs (Ephtalites de l'Asie centrale, Hunas de l'Inde), et sur la déformation de leurs crânes, 1898
- Iconographie et anthropologie irano-indiennes, 1900-1902
- Le Type physique d'Alexandre le Grand d'après les auteurs anciens et les documents iconographiques, 1902

## Source
- Catalogue Opale-BnF